# Венгжце (Нижньосілезьке воєводство)
Венгжце (пол. Węgrzce, нім. Wangern) — село в Польщі, у гміні Вінсько Воловського повіту Нижньосілезького воєводства.
Населення — 195 осіб (2011).
У 1975-1998 роках село належало до Вроцлавського воєводства.

## Демографія
Демографічна структура станом на 31 березня 2011 року:
|          | Загалом | Допрацездатний вік | Працездатний вік | Постпрацездатний вік |
| -------- | ------- | ------------------ | ---------------- | -------------------- |
| Чоловіки | 91      | 15                 | 70               | 6                    |
| Жінки    | 104     | 24                 | 59               | 21                   |
| Разом    | 195     | 39                 | 129              | 27                   |